# Вільягатон
Вільягатон (ісп. Villagatón) — муніципалітет в Іспанії, у складі автономної спільноти Кастилія-і-Леон, у провінції Леон. Населення — 648 осіб (2010).
Муніципалітет розташований на відстані близько 320 км на північний захід від Мадрида, 48 км на захід від Леона.
На території муніципалітету розташовані такі населені пункти: (дані про населення за 2010 рік)
- Браньюелас: 231 особа
- Кулеброс: 77 осіб
- Мансаналь-дель-Пуерто: 37 осіб
- Монтеалегре: 80 осіб
- Рекехо-і-Корус: 49 осіб
- Ла-Сільва: 57 осіб
- Уседо: 27 осіб
- Вальбуена-де-ла-Енком'єнда: 5 осіб
- Вільягатон: 36 осіб
- Лос-Барріос-де-Ністосо: 33 особи
- Табладас: 8 осіб
- Вільяр: 8 осіб

## Демографія
Динаміка населення (INE ):